# Sorbonne Université Abou Dhabi
Sorbonne Université Abu Dhabi est une université émiratie, en partie francophone, créée en 2006 par un accord de coopération internationale entre Sorbonne Université et le ministère de l’Enseignement supérieur et de la Recherche de l'émirat d'Abou Dhabi (Émirats arabes unis). 

## Historique

### Contexte de création
La création de l'université répond au souhait de la fédération des Émirats arabes unis, à partir du milieu des années 2000, de développer son enseignement supérieur et ses activités culturelles pour accroître sa réputation internationale. Profitant du déclin de Beyrouth et du Caire comme foyer de la francophonie dans le monde arabe, l'émirat d'Abu Dhabi, un des sept émirats constituant la fédération, se positionne pour occuper ce rôle. 
Un travail de lobbying est effectué par Pascal Renouard de Vallière. Ce travail facturé à l'émirat mais toujours impayé en 2017 fait l'objet d'un contentieux et de l'attention de la presse française.
L'ambassadeur émirien à Paris rencontre le président de l'université Paris IV Jean-Robert Pitte en juin 2004, et ce dernier est invité à Abou Dabi six mois plus tard pour discuter d'un projet d'implantation de son établissement dans cette ville. L'accord est proposé au conseil d'administration de Paris IV en septembre 2005 qui l'accepte. Gilles de Robien, alors ministre de l'Éducation, intervient pour faciliter le montage de l'opération. Le contrat est signé, en sa présence, le 18 février 2006, à Abou Dabi.
L'accord prévoit par ailleurs l'exclusivité de l'utilisation du mot « Sorbonne » au Moyen-Orient, bien que l'établissement parisien ne soit pas propriétaire du nom mais la chancellerie des universités de Paris. Cette restriction empêche alors l'université Paris I de réaliser des projets similaires d'implantations à Bahreïn en 2009, ou au Qatar en 2008. La France intensifiant ses relations avec l'émirat d'Abu Dhabi à l'époque, notamment avec l'ouverture d'une base militaire ou le projet du Louvre Abou Dabi, il est alors décidé au niveau gouvernemental de faire respecter cet accord d'exclusivité au nom « d'intérêts supérieurs » diplomatiques,.

### Essor
La première rentrée universitaire a lieu le 7 octobre 2006. L'établissement est officiellement inauguré juste après le 18 novembre 2006. Jusqu'en 2009, l'université fonctionne dans des locaux provisoires, dans le quartier de Maqtaa Bridge, dans l'attente de la construction de son bâtiment définitif. La première pierre est posée par le président français, Nicolas Sarkozy, lors de sa visite officielle aux Émirats arabes unis le 15 janvier 2008. Le campus est finalement ouvert le 6 décembre 2009, avec une surface de  93 000 m2, pour une capacité d'accueil de 2 000 étudiants, sur l'île de Reem, à Abou Dabi. Il accueille environ 500 étudiants l'année de son ouverture. Une cérémonie d'inauguration a lieu le 13 février 2011, en présence de François Fillon, Premier ministre français.
Le projet initial prévoyait un enseignement en français, mais l'anglais s'est imposé intégralement au niveau du master.
À l'occasion du Salon international de l'aéronautique et de l'espace de Paris-Le Bourget 2017, l'université a signé un accord de coopération avec l'École nationale de l'aviation civile pour dispenser un master en transport aérien, étendant ainsi son expertise à un nouveau domaine.

## Fonctionnement

### Administration
L'université est placée sous l'égide de l'organisme public Abu Dhabi Education Council (ADEC), qui définit les orientations, alloue le budget et exerce le plein contrôle de l'activité[réf. souhaitée]. Le conseil d'administration de l'université est composé de trois membres français dont le président de Sorbonne Université et de trois membres émiriens. Le conseil est présidé par le président de Sorbonne Université avec voix prépondérante . 

### Organisation
Neuf départements accueillent les étudiants en 2013-2014 :
- archéologie et histoire de l'art
- économie et gestion, diplômes délivrés par l'Université de Paris[12]
- droit, diplômes délivrés par l'Université de Paris[12]
- géographie et aménagement
- histoire
- langues étrangères appliquées
- lettres modernes (langue et littérature françaises)
- philosophie et sociologie
- physique

Les étudiants non francophones s'inscrivent dans un cours intensif d’apprentissage et de perfectionnement de la langue et de la civilisation françaises pendant un à deux ans avant de pouvoir s'inscrire en licence après réussite à un examen.

## Sources

## Pages liées
- Institut français des Émirats arabes unis
- Culture française
- Sorbonne Université
- Université de Paris